# Erica Leerhsen
Erica Lei Leerhsen (ur. 14 lutego 1976 w Nowym Jorku) – amerykańska aktorka filmowa i telewizyjna.

## Życiorys
Urodziła się w walentynki. Wychowywała się w Ossining, w Hrabstwie Westchester w Nowym Jorku, wraz z dwiema siostrami, Norą i Debbie, i ojcem Charlesem Leerhsenem, długotrwale związanym z magazynem US Weekly. Uczęszczała do St. Augustine’s School i Ossining High School, gdzie śpiewała w chórze. W 1998 roku została absolwentką Boston University College of Fine Arts, tego samego roku zaczęła studiować aktorstwo.
Po ukończeniu nauki w szkole wyższej, w 1999 roku otrzymała swoją pierwszą rolę – wystąpiła jako główna bohaterka Sarah w pozytywnie przyjętym filmie krótkometrażowym Junior Creative. Zagrała następnie w trzech kontynuacjach popularnych filmów grozy: Księdze Cieni: Blair Witch 2 (Book of Shadows: Blair Witch 2, 2000), Teksańskiej masakrze piłą mechaniczną (The Texas Chainsaw Massacre, 2003) oraz Drodze bez powrotu 2 (Wrong Turn 2: Dead End, 2007). W latach 2001–2002 występowała również w serialu Obrońca (The Guardian), jako Amanda Bowles. Ponadto gościnnie pojawiła się w lubianych pozycjach telewizyjnych, jak: Agentka o stu twarzach, Rodzina Soprano czy CSI: Kryminalne zagadki Miami.
Obecnie mieszka w Los Angeles.